# Upplands-Bro (đô thị)
Đô thị Upplands-Bro (tiếng Thụy Điển: Upplands-Bro kommun) là một đô thị ở hạt Stockholm của Thụy Điển. Thủ phủ là thị xã Upplands-Bro. Dân số thời điểm 31 tháng 12 năm 2000 là 20878 người.